# Pat Carroll (basket-ball)
Pour les articles homonymes, voir Pat Carroll.
Pat Carroll, né le 10 septembre 1982, à Pittsburgh, en Pennsylvanie, est un ancien joueur américain de basket-ball. Il évolue au poste d'arrière.

## Palmarès
- Vainqueur du Shooting Stars Competition du NBA Development League All-Star Game 2010
- Joueur de l'année de l'Atlantic Ten Conference 2005
- First-team All-Atlantic 10 2005